# Яковенко Олександр Олександрович
Олександр Олександрович Яковенко (15 серпня 1979, м. Київ, СРСР) — український хокеїст, центральний нападник.

## Кар'єра
Виступав за ШВСМ (Київ), «Беркут-ППО» (Київ), «Беркут-Київ», «Динамо» (Мінськ), ЦСКА (Москва), «Газовик» (Тюмень), «Нафтовик» (Леніногорськ), «Сокіл» (Київ).
У складі національної збірної України провів 44 матчі (3+5); учасник чемпіонату світу 2000 (6 матчів, 0+0). У складі молодіжної збірної України учасник чемпіонату Європи 1995 (група C), чемпіонатів світу 1997 (група B) і 1999 (група B).
Нині працює тренером Універсального навчально-тренувального центру «Льодограй» у місті Богуславі

## Досягнення
Східноєвропейська хокейна ліга
- Чемпіон: 2000 (ХК «Беркут» Київ)
- Срібний призер: 1997 (ХК «Сокіл» Київ)

Чемпіонат України
- Чемпіон: 2000 (ХК «Беркут» Київ), 2006, 2008, 2009, 2010 (ХК «Сокіл» Київ), 2015 (ХК «АТЕК» Київ)
- Срібний призер: 1999 (ХК «Беркут» Київ), 2011, 2012 (ХК «Сокіл» Київ), 2014 (ХК «Білий Барс» Біла Церква)
- Бронзовий призер: 2013 (ХК «Сокіл» Київ)
- Володар Кубка України: 2007 (ХК «Сокіл» Київ)